# A Child's Adventure
A Child's Adventure es el octavo álbum de estudio de la cantante británica Marianne Faithfull, lanzado el 5 de marzo de 1983 bajo el sello discográfidco de Island.

## Trasfondo y grabación
Después de dos álbumes con Mark Mundy como productor, Marianne Faithfull grabó A Child's Adventure sin un productor independiente; el álbum fue producido por los músicos de apoyo Wally Badarou y Barry Reynolds y el ingeniero Harvey Goldberg. Comentó Faithfull en una entrevista después de la grabación del álbum: «En este álbum, al no tener un productor como tal, pudimos trabajar más conjuntamente en los detalles, como por ejemplo en los armónicos, para los cuales un productor no tiene a menudo tiempo».

## Promoción

### Sencillos
El primer sencillo lanzado fue "Runnig for Our Lives" junto a "She's Got a Problem" como lado B, en marzo de 1983. Fue acompañado por un video promocional, producido por Stéphane Sperry bajo la dirección de Clive Richardson para Golden Eye Productions.
El segundo sencillo fue lanzado en formato de 12". Este fue "The Blue Millionaire", que contenía una versión remezclada y extendida del lado A y la versión original del álbum, en el lado B. En Alemania se lanzó la versión original en formato de 7" junto a "Morning Come" como lado B.
En algunos países como Australia, Países Bajos y Francia se publicó "Time Square" junto a "Morning Come" como lado B ("Falling from Grace" en Francia).

## Lista de canciones
| Lado 1 |                        |                                             |          |  |
| N.º    | Título                 | Escritor(es)                                | Duración |  |
| 1.     | «Times Square»         | Barry Reynolds                              | 4:22     |  |
| 2.     | «The Blue Millionaire» | Marianne Faithfull, Wally Badarou, Reynolds | 5:35     |  |
| 3.     | «Falling from Grace»   | Faithfull, Ben Brierley                     | 3:56     |  |
| 4.     | «Morning Come»         | Faithfull, Badarou                          | 5:16     |  |

| Lado 2 |                         |                              |          |  |
| N.º    | Título                  | Escritor(es)                 | Duración |  |
| 1.     | «Ashes in My Hand»      | Faithfull, Reynolds          | 4:51     |  |
| 2.     | «Running for Our Lives» | Faithfull, Badarou, Reynolds | 4:48     |  |
| 3.     | «Ireland»               | Faithfull, Reynolds          | 4:37     |  |
| 4.     | «She's Got a Problem»   | Brierley, Caroline Blackwood | 3:55     |  |

## Créditos
| - Marianne Faithfull – voz - Terry Stannard – batería - Fernando Saunders – bajo - Wally Badarou – teclado, coros - Barry Reynolds – guitarra, coros - Mikey Chung – guitarra - Ben Brierley – guitarra acústica, coros - Rafael de Jesus – percusión | - Harvey Goldberg – ingeniero - Don Wershba – ingeniero adicional, asistente de ingeniero - Carl Beatty – ingeniero adicional - Scott Mabuchi – asistente de ingeniero - George Marino – masterización en Sterling Sound, Nueva York (Estados Unidos) - Wally Badarou – producción - Barry Reynolds – producción - Harvey Goldberg – producción - Tony Wilgun – arte |